# Cheilopogon hubbsi
Cheilopogon hubbsi är en fiskart som först beskrevs av Nikolai Vasilevich Parin, 1961.  Cheilopogon hubbsi ingår i släktet Cheilopogon och familjen Exocoetidae. Inga underarter finns listade i Catalogue of Life.